# 林慧美 (作家)
林慧美（英語：May Lam），暱稱「日本村姑」，是旅遊專欄作家、溫泉品評家。

## 簡介
香港出生，於加拿大畢業後，轉往日本留學。修讀建築，曾在建築公司擔任繪圖員，及《ELLE》雜誌編輯。
2005年開始，撰寫有關日本的雜誌專欄和文章，以鄉郊旅遊、深度遊及當地文化為主，成為早期之日本達人。
2011年，開設「日牛涮涮鍋專門店」，又參與日本飲食品牌在港的開發與營運，包括「丸龜製麵」、「金舌日本燒肉」、「大福屋拉麵」等。
2015年，完成踏足全日本47個都道府縣。
近年多以溫泉品評家身份撰寫溫泉專欄、拍攝溫泉特輯，和主持溫泉旅行講座，範疇包括日本及台灣，曾到訪的日本溫泉達400個以上。

## 著作
- 2005年 《日本田舍散步紀行》知出版[18]
- 2005年 《激安遊東京》知出版
- 2006年 《東京JR中央線散策》知出版
- 2006年 《東京JR中央線散策──漫遊吉祥寺》知出版
- 2007年 《東京島旅日誌──伊豆諸島北部》導正社
- 2008年 《另一個東京》天窗出版
- 2019年 《温泉旅読本【北海道篇】》腦鬭出版[19]

## 電視節目（ViuTV）
- 2024年：《姑媽突變神隱少女》

## 獎項
- 《U Magazine》2013、2014、2015、2016、2017、2018、2019年度《我最喜愛星級旅遊達人》
- 《新假期》2013、2014、2015、2016年度《旅遊之星》
- 《又飛啦！FlyAgain.La 》2015、2016年度《我最喜愛旅遊達人》

## 外部連結
- 林慧美＠Facebook
- 林慧美@Instagram